# Pacto Republicano
O chamado Pacto Republicano é um conjunto de medidas legais adotadas por consenso em 2009 no Brasil entre os três poderes da União — Executivo, Legislativo e Judiciário — visando à aprovação rápida no Parlamento de mudanças na legislação, inclusive quanto à forma de atuar da Justiça e das polícias. Alguns dos projetos em estudo são objeto de controvérsias entre os juristas.

## Mudanças propostas no Pacto Republicano
Entre as propostas que estão sendo estudadas, figuram as seguintes:
- revisão da legislação sobre o crime organizado, lavagem de dinheiro e o uso de algemas;
- novos métidos de cobrança fiscal da dívida ativa da União, com o objetivo de reduzir o ingresso de ações em juízo;
- aperfeiçoamento do Programa de Proteção à Vítima e Testemunha;[1]
- uniformização da jurisprudência nos Juizados Especiais.[1]

O Presidente do Supremo Tribunal Federal, Gilmar Mendes, propôs também:
- nova lei sobre interceptação telefônica ("grampos");
- lei específica contra o abuso de autoridades;
- mutirão para libertar da prisão os mais de dois mil presos cujas penas já foram cumpridas.

O Presidente do Senado Federal, José Sarney, propôs ainda:
- alterações na legislação trabalhista, para ampliar o aviso prévio do trabalhador quando for demitido.

## Divergências
Alguns pontos causaram controvérsia até o momento entre os juristas. Entre eles:
- a venda de bens do acusado de lavagem de dinheiro antes mesmo da condenação;
- a adoção da figura dos "juízes sem rosto";
- o julgamento colegiado (ao invés de um juiz único) nos processos que envolvam o crime organizado;
- a regulamentação das Comissões Parlamentares de Inquérito.